# Vanne
Vanne ist eine Gemeinde im französischen Département Haute-Saône in der Region Bourgogne-Franche-Comté.

## Geographie
Vanne liegt auf einer Höhe von 203 m über dem Meeresspiegel, 23 km westlich von Vesoul und etwa 44 km nordnordwestlich der Stadt Besançon (Luftlinie). Das Dorf erstreckt sich im Westen des Départements, in einer Mulde am nördlichen Rand des Saônetals, am Südrand des Grand Bois de Theuley. 
Die Fläche des 9,72 km² großen Gemeindegebiets umfasst einen Abschnitt des mittleren Saône-Tals. Die südliche Grenze verläuft stets entlang der Saône, die hier mit großen Schleifen durch eine breite Alluvialniederung nach Westen fließt. Die Talaue liegt durchschnittlich auf 199 m und weist eine Breite von ungefähr einem bis zwei Kilometern auf. Der Fluss ist zur Wasserstraße ausgebaut, wobei die Schleifen durch Seitenkanäle abgeschnitten werden. Deshalb besitzt die Saône hier naturnahe Uferpartien und bildet auch kleine Inseln. Vom Flusslauf erstreckt sich das Gemeindeareal nordwärts über die Talaue und einen rund 30 m hohen Steilhang bis auf das angrenzende Plateau. Diese Hochfläche besteht aus einer Wechsellagerung von kalkigen und sandig-mergeligen Sedimenten der oberen Jurazeit. Sie wird durch die Mulden eines Trockentals untergliedert, das sich bei Vanne zur Saône hin öffnet. Die fruchtbaren Böden der Talebene und des Plateaus werden überwiegend landwirtschaftlich genutzt. Nach Norden reicht der Gemeindeboden in die ausgedehnte Waldung des Grand Bois de Theuley (bis 254 m). Mit 264 m wird auf der Kuppe des Haut de Chênois an der östlichen Gemeindegrenze die höchste Erhebung von Vanne erreicht.
Nachbargemeinden von Vanne sind Theuley und Grandecourt im Norden, Fédry im Osten, Soing-Cubry-Charentenay im Süden sowie Ray-sur-Saône im Westen.

## Geschichte
Der Ortsname leitet sich vom altfranzösischen Wort venne (Hecke) ab. Im Mittelalter gehörte Vanne zur Freigrafschaft Burgund und darin zum Gebiet des Bailliage d’Amont. Die lokale Herrschaft hatten stets die Herren von Ray inne. Das Dorf wurde 1569 von Truppen des Herzogs von Zweibrücken geplündert und gebrandschatzt. Es war Standort eines Hauses des Templerordens. Zusammen mit der Franche-Comté gelangte Vanne mit dem Frieden von Nimwegen 1678 definitiv an Frankreich. Heute ist Vanne Mitglied des 42 Ortschaften umfassenden Gemeindeverbandes Communauté de communes des Quatre Rivières.

## Sehenswürdigkeiten

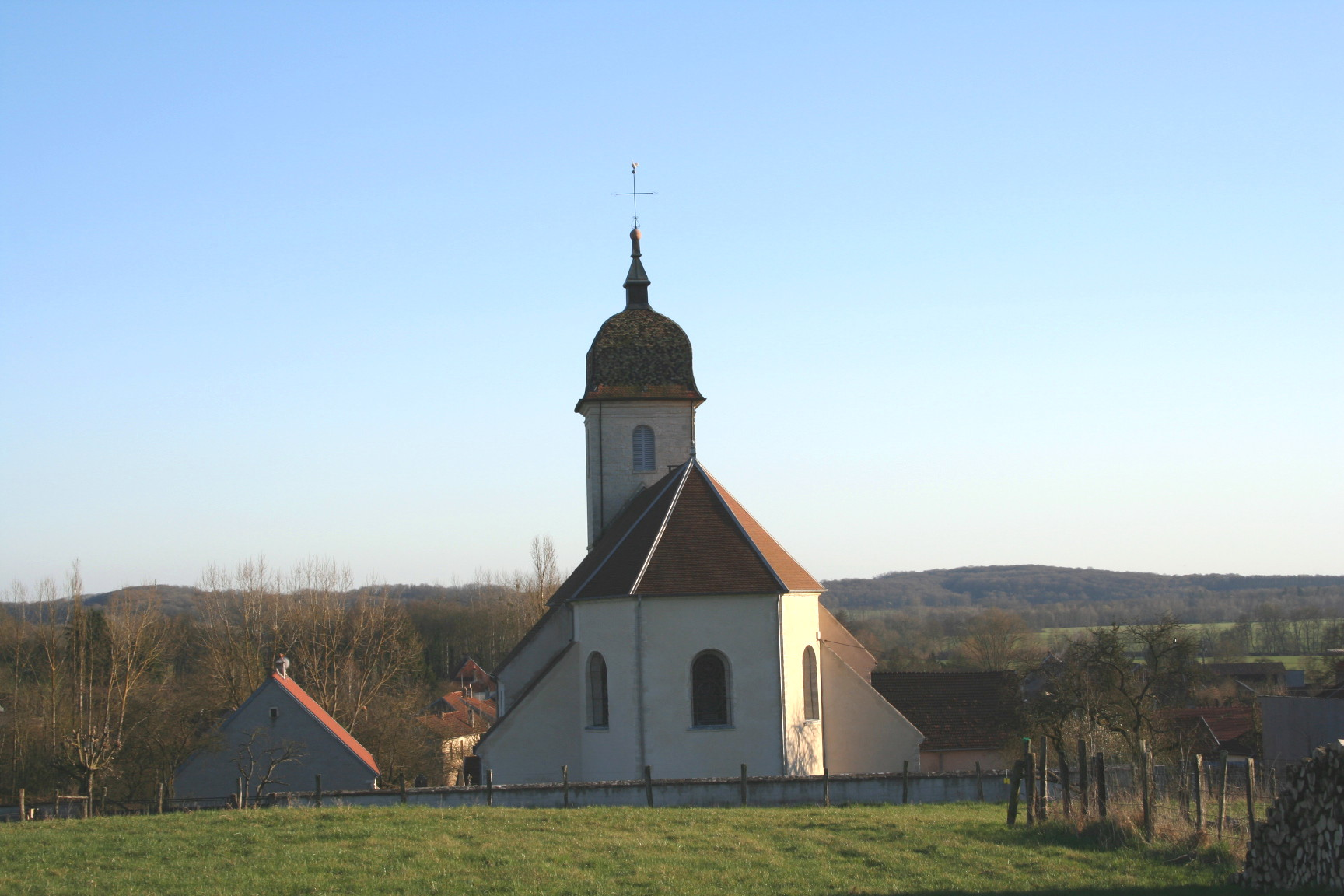
Kirche in Vanne

Die einschiffige Kirche von Vanne wurde 1770 erbaut. Zur bemerkenswerten Ausstattung gehören ein Altar aus Schmiedeeisen und eine reich geschnitzte Holzkanzel aus der Erbauungszeit. 
Zu den weiteren Sehenswürdigkeiten zählen zwei Kalvarienberge (Steinkreuze) aus dem 17. Jahrhundert, der Bambusgarten und das Lavoir aus dem 19. Jahrhundert, dessen Dach von zehn Säulen getragen wird. Es diente einst als Waschhaus und Viehtränke.

## Bevölkerung
| Jahr                       | 1962 | 1968 | 1975 | 1982 | 1990 | 1999 |
| Einwohner                  | 190  | 174  | 140  | 123  | 105  | 85   |
| Quellen: Cassini und INSEE |      |      |      |      |      |      |

Mit 126 Einwohnern (1. Januar 2022) gehört Vanne zu den kleinsten Gemeinden des Département Haute-Saône. Nachdem die Einwohnerzahl während des 20. Jahrhunderts deutlich abgenommen hatte (1881 wurden noch 341 Personen gezählt), wurde erst seit 1999 wieder ein leichtes Bevölkerungswachstum verzeichnet.

## Wirtschaft und Infrastruktur
Vanne war lange Zeit ein vorwiegend durch die Landwirtschaft (Ackerbau, Obstbau und Viehzucht) und die Fischerei geprägtes Dorf. Heute gibt es einige Betriebe des lokalen Kleingewerbes, vor allem im Baugewerbe. In den letzten Jahrzehnten hat sich das Dorf zu einer Wohngemeinde gewandelt. Viele Erwerbstätige sind deshalb Wegpendler, die in den größeren Ortschaften der Umgebung ihrer Arbeit nachgehen.
Die Ortschaft liegt abseits der größeren Durchgangsachsen an einer Departementsstraße, die von Soing nach Lavoncourt führt. Weitere Straßenverbindungen bestehen mit Ray-sur-Saône, Grandecourt und Fédry.